# Андреас Буркерт
Андреас Буркерт (нім. Andreas Burkert, нар. 12 травня 1959) — німецький астрофізик, професор Мюнхенського університету Людвіга — Максиміліана, співробітник Інституту позаземної фізики Макса Планка. Президент Німецького астрономічного товариства (2011—2014), редактор серії «Astrophysics Today» видавництва Springer.

## Біографія
Андреас Буркерт вивчав фізику в Мюнхенському університеті Людвіга — Максиміліана як стипендіат Німецького фонду академічних стипендій. Там він здобув ступінь доктора філософії у 1989 році під керівництвом Рольфа-Петера Кудрицькі, захистивши дисертацію про формування галактик. З 1989 по 1990 рік як лауреат стипендії Федора Лінена Фонду Олександра фон Гумбольдта навчався в Університеті Іллінойсу в Урбана-Шампейн, а потім в Університеті Каліфорнії в Санта-Крусі. У 1991 році він повернувся до Німеччини. До 1995 року працював науковим співробітником в Інституті астрофізики Макса Планка в Гархінзі, а потім з 1995 по 2003 рік очолював теоретичну групу в Інституті астрономії Макса Планка в Гайдельберзі.
З 2003 року він є професором Мюнхенського університету Людвіга — Максиміліана та очолює кафедру теоретичної та чисельної астрофізики. 2006 року став працювати в Інституті позаземної фізики Макса Планка. З 2003 року живе в Петерсгаузені.
Від 2011 по 2014 рік був президентом Німецького астрономічного товариства. Він є редактором серії «Astrophysics Today» видавництва Springer.
Андреас Буркерт використовує чисельні моделювання для дослідження складних динамічних процесів у Всесвіті та його розвитку. Він досліджує структуру темної матерії, формування галактик, структуру та еволюцію турбулентного міжзоряного газу, формування зір і зоряних скупчень.

## Премії та академічні нагороди
- 1984: Стипендія Німецького фонду академічних стипендій[de]
- 1989: Дослідницька стипендія Федора Лінена
- 1990: Премія Мюнхенського університету Людвіга — Максиміліана за найкращу дисертацію з фізики
- 1993: Премія Людвіга Бірмана від Німецького астрономічного товариства
- 2006: Член Європейської академії наук і мистецтв
- 2011: На честь Андреаса Буркерта названо астероїд 267003 Буркерт

## Книги
- Andreas Burkert, Rudolf Kippenhahn: Die Milchstraße. C.H. Beck, München 1996, ISBN 3-406-39717-4.
- Andreas Burkert, Helmut Hetznecker, Philipp Schoeller: Fragile Welt, wie die Menschheit globale Naturkatastrophen überleben kann. Herbig, München 2009, ISBN 978-3-7766-2617-9.